# Leszczyn
Leszczyn (niem. Lestin) – wieś w Polsce, położona w województwie zachodniopomorskim, w powiecie kołobrzeskim, w gminie Rymań przy drodze krajowej nr 6. Wieś jest siedzibą sołectwa "Leszczyn" w którego skład wchodzi również miejscowość Mirowo.
W latach 1975–1998 miejscowość administracyjnie należała do województwa koszalińskiego.

## Właściciele
- 1756 – por. Carl Bogislaf von Manteuffel (ur. w 1728)
- 1804 r. – Friedrich von Manteuffel (ur. w 1772)
- 1862 r. – spadkobiercy Wilhelma  Heinricha  von  Manteuffel[4]

## Zabytki
- park dworski, XIX/XX, nr rej.: 983 z 10.02.1978, pozostałość po dworze rodziny von Manteuffel

## Przypisy

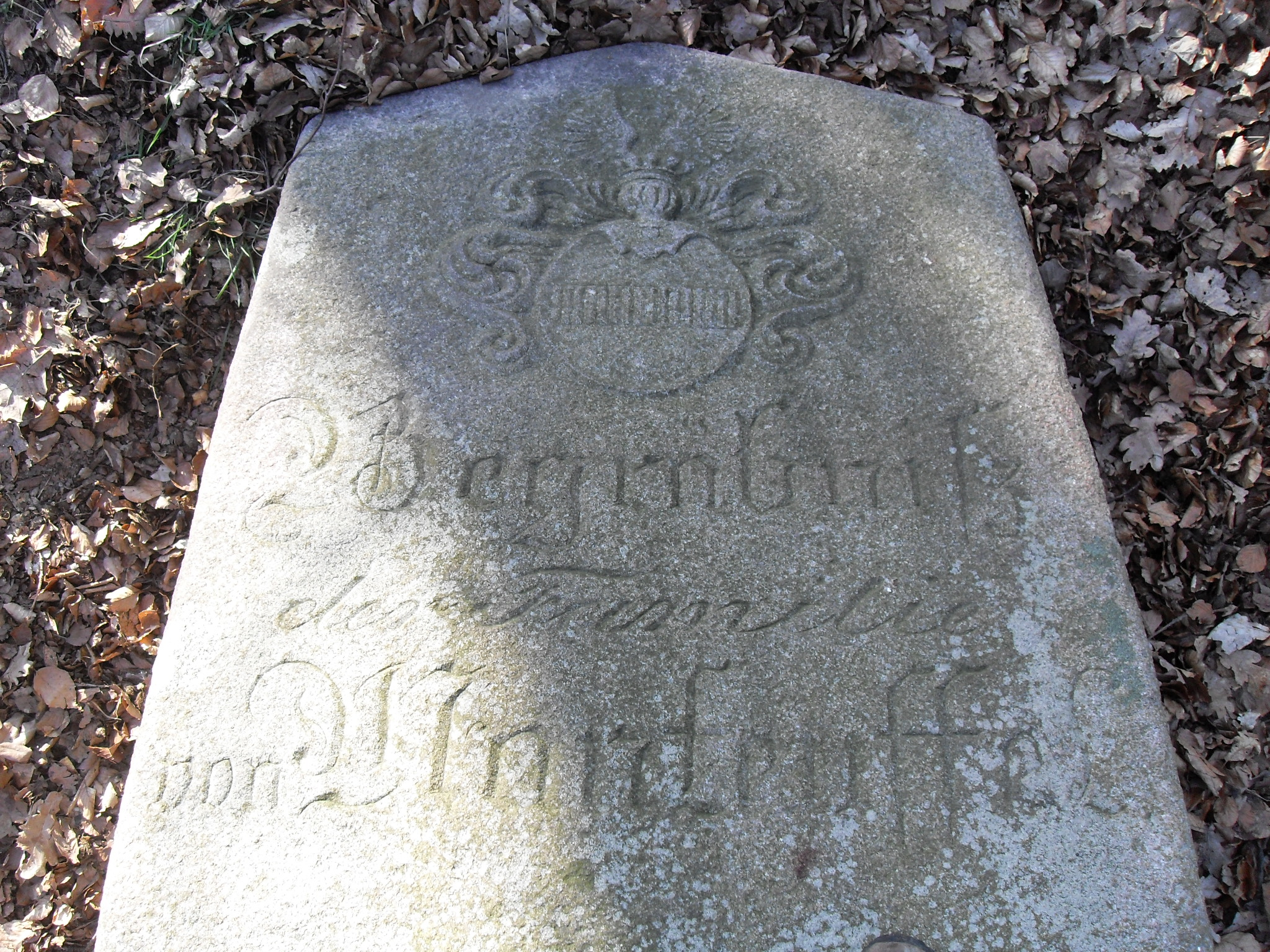
Nagrobek von Manteuffel, właścicieli dworu

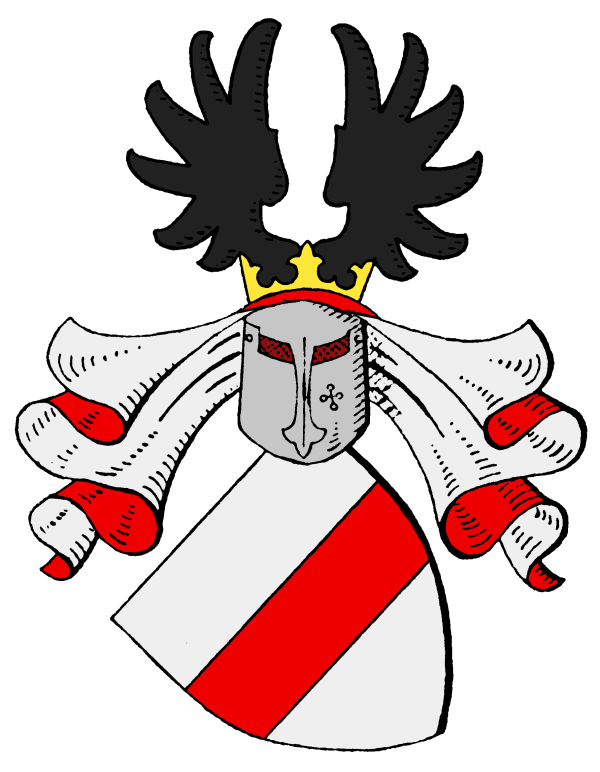
Herb von Manteuffel, właścicieli dworu